# Monica Mya Maung
Monica Mya Maung, née Monica Sales, née vers 1917, morte en 2008, était une Anglaise de la Birmanie coloniale, bibliothécaire à Rangoun en Birmanie, connue comme la préservatrice de l'histoire et de la culture universitaire birmane.

## Biographie

### Jeunesse, infirmière, bibliothécaire
Monica Sales est née vers 1917. Elle est arrivée à Rangoun en 1937 avec son mari birman, Percy Mya Maung. Monica Mya Maung a vécu la Seconde Guerre mondiale et l'occupation japonaise de la Birmanie tout en travaillant comme infirmière à l'hôpital de Rangoun. C'est à la fin de la guerre qu'elle a été nommée membre du personnel de la bibliothèque du British Council. Depuis 2011, lorsque le British Council a rouvert ses portes après une mise à niveau, il a eu un solide succès en offrant la seule bibliothèque publique non censurée dans un pays de 60 millions d'habitants.

### Préservation de la littérature universitaire birmane
Monica Mya Maung a travaillé comme bibliothécaire adjointe du British Council, situé près de Strand Road à Rangoun. En 1962, le dictateur militaire birman et ses troupes envahirent la bibliothèque et ordonnèrent de vendre les livres. Monica cacha à la hâte 200 livres à l'ambassade britannique pour les sauver du coup d'État orchestré par le général Ne Win. Son intervention a contribué à la préservation de la littérature savante birmane, ce qui a fait d'elle une récipiendaire de l'ordre de l'Empire britannique en 1979. Par la suite, les livres qu'elle a protégés sont rassemblés et nommés en son honneur sous le nom de « Collection Mme Monica Mya Maung » à la British Council Library au Myanmar,.

### Cours d'anglais
La population locale s'adressait à elle comme « tante Monica » par affection car elle offrait également des cours particuliers dans les années 1950. Ce fut le début de l'héritage des cours d'anglais qui est largement répandu dans le Rangoun moderne. « Tante Monica » a enseigné l'anglais à temps partiel tout au long de sa vie, même après sa retraite après avoir travaillé au British Council et à l'ambassade britannique pendant un total de 38 ans.

### Vie privée, décès
Monica était mariée à Percy Mya Maung, qui était diplômé en droit du St. John's College de Cambridge et fils d'un juge. Il est mort en 1987. Le couple avait adopté plusieurs enfants.
Monica Mya Maung est morte en 2008 à Rangoun à l'âge de 91 ans.